# Yerbaníz, Mezquital
Yerbaníz är en ort i Mexiko.   Den ligger i kommunen Mezquital och delstaten Durango, i den centrala delen av landet, 700 km nordväst om huvudstaden Mexico City. Yerbaníz ligger 1 325 meter över havet och antalet invånare är 120.
Terrängen runt Yerbaníz är bergig åt nordost, men åt sydväst är den kuperad. Runt Yerbaníz är det mycket glesbefolkat, med 3 invånare per kvadratkilometer. Närmaste större samhälle är San Pedro de Xícora, 5,7 km öster om Yerbaníz. I omgivningarna runt Yerbaníz växer huvudsakligen savannskog.